# فاليو ترم
فاليو ترم (بالإيطالية: Vallio Terme)‏ هي كومونا تقع في إيطاليا في مقاطعة بريشا. يقدر عدد سكانها بـ 1,382 نسمة ومساحتها 15 كم2 .

## السكان
في سنة 1861 بلغ عدد السكان 551 نسمة، وتطور العدد ليصل في سنة 2011 لـ 1٬372 نسمة.
يظهر هذا المخطط البياني تطور النمو السكاني لـ فاليو ترم